# Muscone
La muscone ou 3-méthylcyclopentadécanone, de formule C16H30O, possède une structure similaire à la civettone. Elle a une odeur dite « musquée » ou « muscs blancs », par opposition au musc naturel, dont l'odeur est dite « animale » ou « animalisée ».
C'est un macrocycle chiral constitué de quinze atomes de carbone, possédant une fonction cétone et un carbone stéréogène en position 3 substitué par un groupe méthyle. L'énantiomère (R) est le principal constituant du musc naturel sécrété par une glande des Moschidae (cerfs et chevrotains porte-musc). C'est un solide cristallin incolore ou blanc.
La muscone utilisée dans les parfums, pour donner une odeur musquée, est un racémique obtenu par synthèse à partir du diacétyldodécane ou à partir du citronellal.